# Francesc Millà i Gàcio
Francesc Millà i Gàcio   (Gràcia, 1875 - Barcelona, 1968) fou un llibreter, tipògraf i editor de llibres català. És pare de la cartellista anarcosindicalista Carme Millà Tersol.

## Biografia
Fill del també llibreter i prestigitador Melcior Millà i Castellnou i germà de l'autor de teatre Lluís Millà i Gàcio. Havia estat aprenent a la impremta Ramírez de Barcelona. Després marxà a París a perfeccionar l'ofici, on hi va treballar a l'editorial Garnier; després va treballar en altres impremtes a Alemanya, Bèlgica i Holanda.
El 1901, va fundar amb el seu germà la Llibreria i Arxiu Teatral Millà. El 26 d'agost de 1903 va fundar la societat impresora La Neotípia, inspirada en la impremta parisenca L'Émancipatrice, que seguia criteris comunals, amb igualtat de salaris i que revertia els beneficis en el mateix taller i en un fons de suport per a projectes semblants d'altres oficis. Aquesta societat va entrar en conflicte amb el periòdic El Progreso editat per Alejandro Lerroux, el que va provocar que el 1908 un enfrontament entre aquest i la Solidaritat Obrera que acabà amb la sortida de molts dels socis de la entitat. Posteriorment va treballar pel diari La Veu de Catalunya.

## Obres
- L'art de la impremta a Catalunya (1949)
- El Libro del Corrector (1937)
- Cronología de las artes gráficas (1937)
- La Disposició tipogràfica i l'anunci en la premsa (1929)